# Хроника Сигеберта из Жамблу
Хроника Сигеберта из Жамблу (лат. Chronica Sigeberti Gemblacensis) — написанная около 1112 года на латинском языке всемирная хроника монаха Сигеберта из бенедиктинского аббатства Жамблу. Охватывает период с 381 по 1111 год. Содержит массу ошибок и неточностей.

## Издания
- Chronica Sigeberti Gemblacensis // MGH, SS. Bd. VI. Hannover. 1844, p. 300—374[1].

## Переводы на русский язык
- Часть 1 в переводе И. М. Дьяконова на сайте Восточная литература
- Часть 2 в переводе И. М. Дьяконова на сайте Восточная литература
- Часть 3 в переводе И. М. Дьяконова на сайте Восточная литература
- Часть 4 в переводе И. М. Дьяконова на сайте Восточная литература
- Часть 5 в переводе И. М. Дьяконова на сайте Восточная литература
- Часть 6
- Часть 7
- Часть 8
- Часть 9
- Часть 10
- Часть 11 в переводе И. М. Дьяконова на сайте Восточная литература